# 白音勿拉镇
白音勿拉镇
是中国内蒙古自治区赤峰市巴林左旗下辖的一个乡镇级行政单位。

## 行政区划
白音勿拉镇共辖以下地区：
第一居委会委会、第二居委会、第三居委会、第四居委会、乃力珠嘎查村、乃林坝嘎查村、赛胡都格嘎查村、查干白其嘎查村、乌兰白其嘎查村。